# Keito Homma
Keito Homma (Tokio, 15 de febrero de 1982) es un kinesiólogo, trainer, preparador físico y youtuber japonés.

## Biografía
Nacido en Tokio, Japón, salió de su país a los 19 años para irse a estudiar kinesiología y Medicina deportiva en los Estados Unidos en 2001, específicamente en la Universidad Estatal de Washington.
Ya para 2005, empezó como pasante en el sistema de Grandes Ligas de los Reales de Kansas City donde conoció Andrés Eloy Blanco, para después partir dos años después a los Filis de Filadelfia como trainer y preparador físico. Entre los campos de entrenamiento conoció al lanzador venezolano Freddy García, quien le enseñó algo de español. Posteriormente pasó a los Piratas de Pittsburgh donde conoció a Carlos García, quién para ese entonces era coach de los Piratas y mánager de los Navegantes del Magallanes. Con Pittsburgh se desempeñó como trainer y entrenador de atletismo en el filial de Ligas Menores.
En 2007, fue a Venezuela como jefe de atletismo de los Tiburones de La Guaira de la Liga Venezolana de Béisbol Profesional. Luego en 2009 pasaría a ser parte de los Navegantes del Magallanes —donde llegó a coincidir con Carlos García—, club con el que estuvo hasta 2018. Durante su estadía con Magallanes, Homma se hizo notar al cantar el himno de Venezuela durante un partido de liga ante los Leones del Caracas en 2013, saliendo entre aplausos por el público asistente.
A partir de su relación con distintas organizaciones de béisbol en Venezuela, fue llamado para trabajar con la selección de béisbol de dicho país en el WBSC Premier 12 de 2019, y en el Torneo Clasificatorio Preolímpico de Béisbol de las Américas 2021.
Luego en 2019, fue a República Dominicana para ser encargado de la academia Latinoamericana de Filis de Filadelfia, en invierno del 2020 empezó a trabajar junto a los Gigantes del Cibao de la Liga de Béisbol Profesional de la República Dominicana.
En marzo del 2020 durante la pandemia, creó su canal de YouTube para compartir sus experiencias con las diferentes culturas en Latinoamérica.

## Vida privada
Es nieto y sobrino de sobrevivientes de la bomba atómica de Hiroshima. Su madre nació dos años después del ataque.
Homma conoce tres idiomas: japonés, inglés y español, es aficionado a tocar ukelele, cuatro venezolano y recorrer países como mochilero mostrando su vida y experiencia en el mundo.